# Firestorm (pel·lícula de 2013)
Firestorm (風暴 Fung Bo) és una pel·lícula d'acció de Hong Kong del 2013 escrita i dirigida per Alan Yuen, produïda i protagonitzada per Andy Lau. Lau interpreta un inspector de policia dur que es pren la llei a les seves mans per acabar amb un grup de delinqüents violents que s'han pres diverses vides innocents mentre evadir repetidament la justícia. La pel·lícula es va convertir a 3D durant la postproducció, convertint-se en la primera pel·lícula d'acció policial en 3D de Hong Kong.
Firestorm va ser escollida per ser la pel·lícula d'obertura a Screen Singapore celebrada el 4 de desembre de 2013, on Lau i el seu coprotagonista Gordon Lam van caminar per la catifa vermella de l'estrena de la pel·lícula. La pel·lícula també va inaugurar el 56è Asia Pacific Film Festival el 13 de desembre de 2013 a Macau abans de ser estrenada a les sales el 19 de desembre de 2013 a Hong Kong. A més, Firestorm també es va estrenar als EUA al 57è Festival Internacional de Cinema de San Francisco el 3 de maig de 2014.

## Argument
Mentre una tempesta es dirigeix cap a Hong Kong, un grup de criminals experimentats liderats pel famós Cao Nam (Hu Jun), equipats amb armes poderoses, realitzar un nou atac a una furgoneta blindada a plena llum del dia i en un carrer ple de gent. Qualsevol que s'interposi en el seu camí és eliminat, provocant descrèdit a la policia.
L'inspector de policia veterà Lui Ming-chit (Andy Lau) segueix els passos de Nam i el seu petit grup per posar fi a aquesta bogeria assassina. Però ràpidament es troba cara a cara amb la cruel realitat d'adonar-se que les tàctiques policials estàndard són impotents per posar aquests criminals entre reixes. La delinqüència extrema requereix una justícia extrema, encara que signifiqui traspassar la línia moral. A Shing-bong (Gordon Lam), un ex convicte amb ganes de deixar el seu passat enrere, s'ofereix com a informador a canvi d'un nou començament amb la seva xicota Yin Bing (Yao Chen).

## Repartiment
- Andy Lau: Inspector Lui Ming-chit
- Yao Chen: Law Yin-bing
- Gordon Lam: A Shing-bong
- Hu Jun: Cao Nam
- Ray Lui: Paco
- Philip Keung: Tong Keung
- Kenny Wong: sergent Chiu Kin-kwok
- Oscar Leung: Kit
- Michael Tong: Xacal
- Vincent Sze: sergent Szeto Yat-ming
- Terence Yin: ximple
- Sammy Hung: Dicky
- Michael Wong: Comissari divisional Choi
- Wong Cho-lam: el superintendent dels serveis correccionaris
- Alex Tsui: el negociador policial
- Eddie Cheung: el conductor del camió
- Ben Wong: el cap de l'equip de la S.D.U.
- Bob Lam: advocat
- Mandy Wong: col·lega de Yin-bing
- Lo Hoi-pang: Oncle Chi
- Grace Wong: la víctima femenina
- Bonnie Sin: l'ostatge
- Lavinia Smith: mugró
- Cheung Kwok-keung: sergent Chow
- Hiro Hayama: Daffy

## Producció
El rodatge de Firestorm va començar el novembre de 2012 i es va acabar l'1 de febrer de 2013. Els llocs de rodatge incloïen North Point, Government House i Jardins Zoològics i Botànics de Hong Kong a les zones Central i Sheung Wan.

## Recepció

### Resposta crítica
Firestorm va rebre crítiques mixtes i positives de la crítica. Derek Elley de Film Business Asia va fer una crítica positiva elogiant l'actuació, especialment per Andy Lau i Gordon Lam, personatges forts i seqüències d'acció, fent referència a com "un dels millors shoot-'em-ups de Hong Kong de la memòria recent, amb el millor joc i acció. Esdeveniments asiàtics i de gènere, a més d'accessoris." Gabriel Chong de MovieXclusive també va fer una crítica positiva, elogiant la coreografia d'acció, la narrativa sinuosa i convincent i el guió estret i atractiu i fent referència a és "el thriller d'acció de l'any que cal veure a Hong Kong que està ple d'acció estimulant, una trama convincent i una actuació principal d'Andy Lau." Time Out Hong Kong va donar a la pel·lícula tres estrelles de cada cinc elogiant les seqüències d'acció, les actuacions fortes i els efectes visuals que mai es van veure al cinema de Hong Kong.
D'altra banda, James Marsh de Twitch Film va donar a la pel·lícula una crítica mixta, elogiant-la per tenir "una estètica vibrant i cinètica que intenta mantenir el seu públic en un estat d'expectació sense alè durant tot el temps" i també criticant "la dependència excessiva dels efectes generats per ordinador i l'absència gairebé total de trama o caracterització fan que Firestorm sigui una experiència increïblement sorollosa, però buida." Clarence Tsui de The Hollywood Reporter també va fer una crítica mixta elogiant l'actuació de Lam i la coreografia d'acció de Chin Ka-lok, però criticant com la pel·lícula "no es podia llegir més que un thriller d'acció."

### Taquilla
Firestorm es va estrenar a la Xina el 12 de desembre de 2013 i va recaptar 165.308.501 ¥ durant els seus primers tres dies i s'estrenava al número 1 durant el seu cap de setmana de debut. Durant la seva segona setmana, la pel·lícula va recaptar 100.045.163 ¥ i va ser la segona pel·lícula més taquillera de la setmana. La pel·lícula es va mantenir al top 10 durant la resta de la seva sèrie a la Xina i finalment va recaptar ¥ 309.878.757.
A Hong Kong, Firestorm es va estrenar el 19 de desembre i va recaptar 8.024.961 HK$ durant els seus primers tres dies i també va ser el número 1 durant el cap de setmana d'obertura, amb un total d'11.056.920 HK$, inclosa la seva previsualització.Durant la seva el segon cap de setmana, es va mantenir al primer lloc i va recaptar 11.186.358 dòlars HK$
La pel·lícula va recaptar un total de 24.336.182 HK$ a la taquilla de Hong Kong.
A l'abril de 2014, Firestorm va recaptar un total de 56.382.533 dòlars EUA (437.172.118,47 $ HK) a tot el món, combinant el seu brut de taquilla de Hong Kong, Xina, Malàisia, Singapur, Tailàndia, Austràlia i Nova Zelanda.

## Premis i nominacions
| Premis i nominacions               | Premis i nominacions                | Premis i nominacions                                    | Premis i nominacions |
| Cerimònia                          | Categoria                           | Receptor                                                | Resultat             |
| ---------------------------------- | ----------------------------------- | ------------------------------------------------------- | -------------------- |
| 33ns Premis de Cinema de Hong Kong | Millor coreografia d'acció          | Chin Ka-lok                                             | Nominat              |
| 33ns Premis de Cinema de Hong Kong | Millor muntatge de pel·lícula       | Kwong Chi-leung, Ron Chan                               | Nominat              |
| 33ns Premis de Cinema de Hong Kong | Millors efectes visuals             | Yu Kwok-leung, Lai Man-chun, Ho Kwan-cheung, Lam Ka-lok | Nominat              |
| 33ns Premis de Cinema de Hong Kong | Millor director novell              | Alan Yuen                                               | Nominat              |
| 12ns Premis Huading                | Les deu millors pel·lícules xineses | Firestorm                                               | Guanyador            |
| 14ns Chinese Film Media Awards     | Millor pel·lícula                   | Firestorm                                               | Nominat              |
| 14ns Chinese Film Media Awards     | Millora ctriu                       | Yao Chen                                                | Guanyador            |